# K-Swiss
K-Swiss é uma companhia de calçados estadunidense, sediada em Westlake Village, California. 

## História
A companhia foi fundada 1966 em Los Angeles por dois irmãos suíços Art e Ernie Brunner, imigrantes interessados em tênis.